# Helmut C. Jacobs
Helmut C. Jacobs (* 1957 in Bonn) ist ein deutscher Romanist und Musiker.

## Leben und Wirken
Jacobs studierte von 1976 bis 1983 Romanistik und Germanistik an der Universität Bonn und an der Universität Toulouse (als DAAD-Stipendiat). Hinzu kommen weitere Studienaufenthalte in Brasow (Rumänien) und Santiago de Compostela (ebenfalls als DAAD-Stipendiat).
1987 promovierte Jacobs (als Stipendiat der Studienstiftung des Deutschen Volkes) über das Thema Literatur, Musik und Gesellschaft in Italien und Österreich in der Epoche Napoleons und der Restauration. Studien zu Giuseppe Carpani (1751-1825). Er habilitierte 1995 zum Thema Schönheit und Geschmack - Die Theorie der Künste in der spanischen Literatur des 18. Jahrhunderts.
Nach einer anschließenden Lehrstuhlvertretung an der Universität Düsseldorf folgte Jacobs dem Ruf an die Universität Duisburg.
Zu Jacobs’ Forschungsschwerpunkten gehören die Kurznarrativik des romanischen Mittelalters, die Literatur der französischen, italienischen und spanischen Aufklärung, die Wechselbeziehungen von Literatur und Musik sowie von Bild und Text.
Daneben ist Jacobs leidenschaftlicher Musiker. Als Akkordeonspieler wurde er bei nationalen und internationalen Wettbewerben ausgezeichnet. Er beschäftigt sich im Rahmen seiner wissenschaftlichen Tätigkeit auch mit Literatur über Instrumente wie der englischen Concertina oder dem Harmonium. Im Jahr 2014 wurde Jacobs ans Central Conservatory of Music in Peking eingeladen. Als Akkordeonspieler hat er bereits mehrere CDs veröffentlicht.

## Schriften (Auswahl)
- Literatur, Musik und Gesellschaft in Italien und Österreich in der Epoche Napoleons und der Restauration. Studien zu Giuseppe Carpani (1751-1825), Frankfurt a. M./Bern/New York 1988.
- Organisation und Institutionalisierung der Künste und Wissenschaften – Die Akademiegründungen der spanischen Aufklärung in der Tradition der europäischen Akademiebewegung, Frankfurt a. M. 1996.
- Schönheit und Geschmack - Die Theorie der Künste in der spanischen Literatur des 18. Jahrhunderts, Frankfurt a. M. 1996.
- Divisiones philosophiae - Spanische Klassifikationen der Künste und Wissenschaften im Mittelalter und Siglo de Oro, Frankfurt a. M. 1996 (Übersetzung ins Spanische 2002).
- Der junge Gitarren- und Concertinavirtuose Giulio Regondi - Eine kritische Dokumentation seiner Konzertreise durch Europa 1840 und 1841, Bochum 2001.
- Belleza y buen gusto - Las teorías de las artes en la literatura española del siglo XVIII, Madrid 2001.
- Divisiones philosophiae – Clasificaciones españolas de las artes y las ciencias en la Edad Media y el Siglo de Oro, Madrid 2002.
- Der Schlaf der Vernunft. Goyas ,Capricho 43' in Bildkunst, Literatur und Musik, Basel 2006.
- Der Komponist und Pianist Hans Brehme (1904-1957). Biographische Aspekte und die Werke für Akkordeon solo im Spannungsfeld von Tradition und Innovation, Bochum 2007.
- Giuseppe Parini (1729-1799) in Vergangenheit und Gegenwart – Die Rezeption eines italienischen Dichters in Spanien, Würzburg 2009.
- Giuseppe Parini (1729-1799) en el pasado y en el presente – La recepción de un poeta italiano en España, Madrid 2010.
- El sueño de la razón. El Capricho 43 de Goya en el arte visual, la literatura y la música, Madrid 2011.
- Joaquín Sorolla (1863-1923). ,Panorama Spaniens‘ (,Visión de España‘). Ein Meisterwerk der spanischen Malerei der Jahrhundertwende im Kontext seiner Zeit, Würzburg 2012.
- Die Rezeption und Deutung von Goyas Werk in der Lyrik. Edition der internationalen Bildgedichte, Würzburg 2015 (= Meisterwerke der spanischen Kunst im Kontext ihrer Zeit, 2).
- Goya en la poesía. Recepción e interpretación literaria de su obra, Zaragoza 2016.
- Joan Miró (1893-1983). La masía (Der Bauernhof). Ein Meisterwerk der spanischen Malerei im Kontext von Surrealismus, magischem Realismus, Neuer Sachlichkeit und Nouvelle figuration, Würzburg 2016 (= Meisterwerke der spanischen Kunst im Kontext ihrer Zeit, 3).
- Die handschriftlichen Kommentare zu Goyas ‹Caprichos›. Edition, Übersetzung, Deutung, Würzburg 2017 (zusammen mit Mark Klingenberger und Nina Preyer).
- Los comentarios manuscritos sobre los ‹Caprichos› de Goya. Edición, traducción, interpretación, Traducción de Virginia Maza, Zaragoza 2019/20 (con Mark Klingenberger y Nina Preyer).
- Franz Maciejewski: Die Torheiten des Francisco Goya ‒ Prosagedichte zu den ‹Disparates›. Helmut C. Jacobs: Goyas ,Disparates‘ ‒ eine Einführung, Würzburg 2019 (= Meisterwerke der spanischen Kunst im Kontext ihrer Zeit, 5).
- Goyas ‹Caprichos› in handkolorierten Radierungen aus dem 19. Jahrhundert. Edition, Analyse, Deutung, Würzburg 2019 (= Meisterwerke der spanischen Kunst im Kontext ihrer Zeit, 6) (zusammen mit Nina Preyer).
- Salvador Dalí (1904-1989). La persistance de la mémoire (Die Hartnäckigkeit der Erinnerung) ‒ Entstehungsgeschichte, Deutung und Rezeption einer Ikone des 20. Jahrhunderts, Würzburg 2019 (= Meisterwerke der spanischen Kunst im Kontext ihrer Zeit, 7).
- Goya für alle ‒ Einführung in die ‹Caprichos›, Würzburg 2019 (= Meisterwerke der spanischen Kunst im Kontext ihrer Zeit, 8) (zusammen mit Nina Preyer).
- Gegen den Krieg. Francisco de Goyas Desastres de la Guerra (Die Schrecken des Krieges), Würzburg 2023 (= Meisterwerke der spanischen Kunst im Kontext ihrer Zeit, 9).
- Francisco de Goya und sein Werk im Kontext der Zeit. (= Goya-Studien, Bd. 1). Königshausen & Neumann, Würzburg 2024, ISBN 978-3-8260-8682-3.
- Die Rezeption Goyas in Deutschland, Österreich, der Schweiz, Frankreich, Belgien und Italien (= Goya-Studien, Bd. 2). Königshausen & Neumann, Würzburg 2024, ISBN 978-3-8260-8683-0.
- Die Rezeption Goyas in Spanien und Lateinamerika (= Goya-Studien, Bd. 3). Königshausen & Neumann, Würzburg 2024, ISBN 978-3-8260-8790-5.